# コンベア340
コンベア340（Convair 340もしくはCV-340）は、アメリカのコンベア社によって生産されたレシプロ双発旅客機であるコンベア240の胴体をユナイテッド航空の発注により1.30m延長した機体である。また他にもエンジンの強化など多岐にわたって改良されている。そのため、コンベア240の一連のシリーズとしてコンベア240/340/440といった呼ばれかたをする場合もある。またそれぞれをターボプロップ化したコンベア580/600/640もある。全部で212機が生産された。またさらに胴体を延長したコンベア440もある。